# 母亲节 (淘气小兵兵)
《母亲节》（英語：Mother's Day）又名《淘气小兵兵母亲节特别节目》和《淘气小兵兵的母亲节》（Rugrats Mother's Day），是尼克儿童频道动画电视剧《淘气小兵兵》的母亲节特别节目，也是第四季的第二集和全剧第67集。节目由乔恩·库克西、阿里·玛丽·马西森、·大卫·斯提姆、戴维··韦斯、苏珊·胡德和埃德·雷斯托共同编剧，诺顿·维尔吉恩与托尼·维安执导，讲述汤米、查基、菲尔和里尔四个孩子想要为完全由爸爸查斯养大的查基找新妈，同时讲述各自对妈妈最美好的回忆。剧情发展表明查基的母亲已死于绝症，他和父亲一起翻看妈妈的遗物，里面还有她为儿子写的诗。与此同时，迪迪计划和妈妈明卡度过完美的母亲节，贝蒂帮斯图搞发明，能够帮助许多有需要的母亲。
《淘气小兵兵》主创人保罗·杰曼曾提出两种剧情发展走向，解释查基母亲的去向，但尼克儿童频道高管拒绝接受查基父母离婚或母亲去世的设定。《母亲节》播映前，《淘气小兵兵》很少提及查基的妈妈。杰曼的构想后来经修改获批制作母亲节特别节目，但他已于1993年离开剧组，位置由许多新加入的编剧取代，对没能亲自参与节目制作深感遗憾。
《母亲节》于1997年5月6日在美国首播，是尼克儿童频道为《淘气小兵兵》制作的半小时特别节目。除收入1998年发布的录像带《淘气小兵兵：疯狂妈妈》外，本集还与第四季其他分集开放数字下载。节目获评论员好评，其中对至亲死亡情节的处理一再得到回顾评审关注。剧中对母乳哺育的正面态度，以及对母爱的宽泛理解都颇受赞誉。《母亲节》获有线电视卓越奖儿童电视剧或特别节目编剧奖，以及人道奖儿童动画奖提名。尼克儿童频道递交《母亲节》参与第49届黄金时段艾美奖角逐，《淘气小兵兵》随后获最佳动画节目奖提名。

## 剧情
母亲节来临，安吉莉卡·皮克尔斯（Angelica Pickles）用通心粉在头上摆出雕塑，作为送给母亲的节日礼物，并将母亲节的意义告诉汤米（Tommy）、查基（Chuckie）、菲尔（Phil）和里尔（Lil）。查斯·芬斯特（Chas Finster）将儿子查基送到托儿所，然后把装有妻子遗物的盒子送给朋友迪迪·皮克尔斯（Didi Pickles），他自认还没做好同查基谈起妈妈的准备，不想儿子看到盒子里的东西后难过。汤米、菲尔和里尔都想为母亲准备最棒的礼物，查基也在一边帮忙，但却不知该如何庆祝母亲节。三个孩子向查基谈起他们对妈妈最美好的回忆，菲尔和里尔都说，自己第一次笑就是送给母亲最好的礼物。汤米回想还在新生儿重症监护室时，妈妈是如何轻柔地抚慰他。几个孩子想要给查基找新妈妈，他们起初想让汤米的狗或里尔给查基当妈，结果自然很不顺利。安吉莉卡表示，只要查基能帮忙完成通米粉雕塑，她就愿意扮作他的妈妈。镜头切换到另一边，迪迪带着妈妈明卡（Minka）去泡温泉，贝蒂·德维尔（Betty DeVille）帮斯图·皮克尔斯（Stu Pickles）搞发明，能够帮助许多有需要的母亲。
安吉莉卡派查基去采蒲公英，用来装饰雕塑，但查基遇上蜜蜂，蒲公英都在逃跑时四下飞散。斯图的发明类似真空吸尘器，但功率实在太强，大片草坪都被摧毁。查基意外弄断通心粉，安吉莉卡命令他与汤米、菲尔和里尔一起呆在衣柜里不准出来。汤米等人安慰查基，后者逐渐意识到，父亲又当爹又当妈，表现完全满足好母亲的一切要求。他们打开查斯送给迪迪的盒子，看到里面有圆锹、押花杂志，以及查基妈妈的照片。在此期间，斯图的发明还在继续吸入泥土，最终在屋内爆炸。明卡不喜欢泡温泉，迪迪很失望，但妈妈告诉她，母亲节这天只想和女儿在一起。查基把妈妈的照片当做母亲节礼物送给爸爸，查斯决定和儿子好好聊一聊，他告诉查基，妈妈在生下他后不久死于绝症，她在医院时曾把对儿子的爱意写进日记。查斯大声朗读妻子为儿子写的诗，镜头闪动，查基仿佛回到自家后院，念着诗歌的就是妈妈，两人一起快乐玩耍。接下来镜头又一次切换，查基告诉朋友们，妈妈无处不在，一直陪在他身边。

## 制作

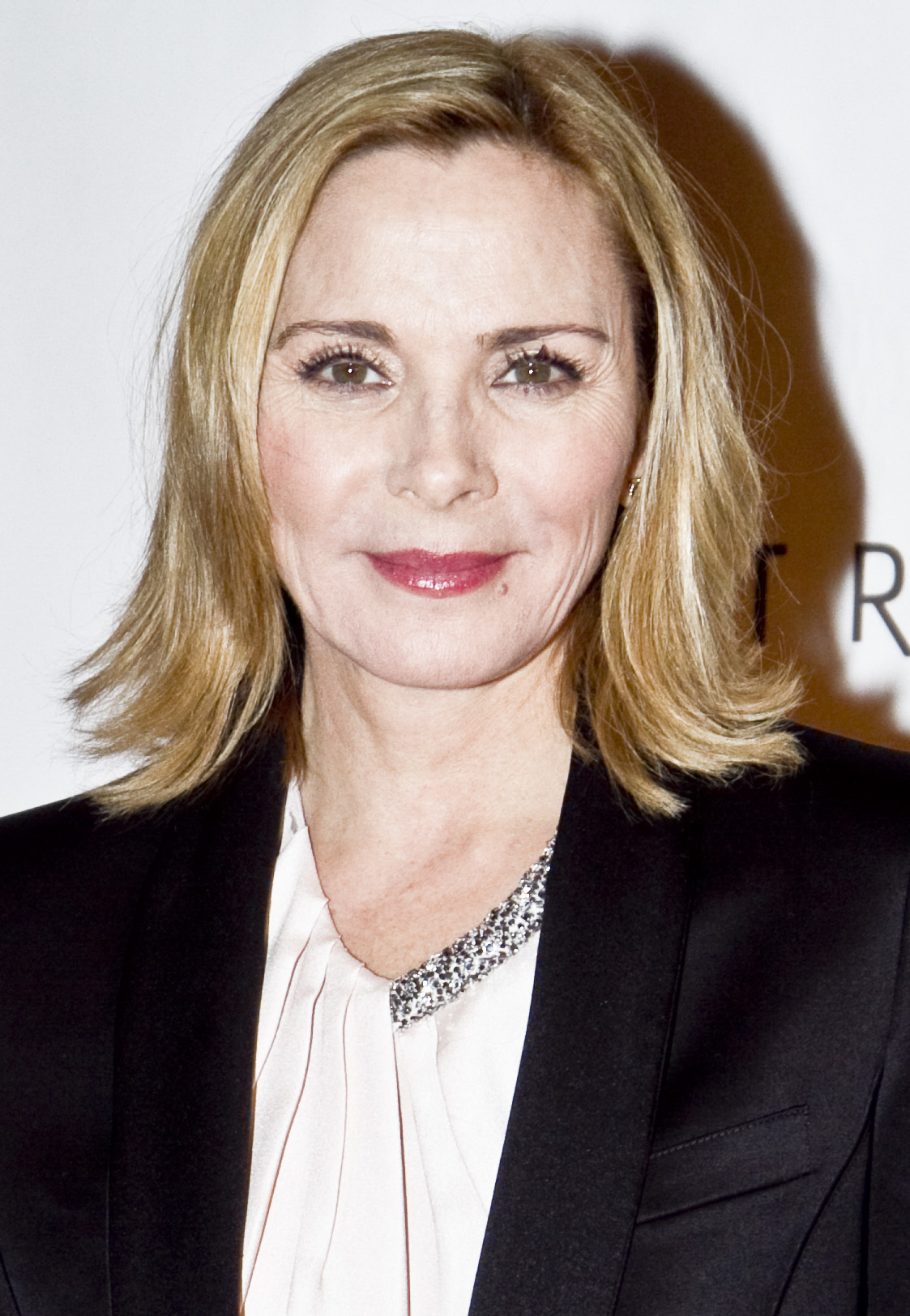
金·凱特羅在本集客串出演梅琳达

《母亲节》全长23分46秒，由乔恩·库克西（Jon Cooksey）、阿里·玛丽·马西森（Ali Marie Matheson）、·大卫·斯提姆（J. David Stem）、戴维··韦斯（David N. Weiss）、苏珊·胡德（Susan Hood）和埃德·雷斯托（Ed Resto）共同编剧，诺顿·维尔吉恩（Norton Virgien）与托尼·维安（Toni Vian）执导，尼克儿童频道动画工作室（Nickelodeon Animation Studio）旗下的克拉斯基丘波动画工作室（Klasky Csupo）制作。制作人包括塞拉·尼科尔斯·达菲（Cella Nichols Duffy）、嘉柏·丘波（Gabor Csupo）、阿琳·克拉斯基（Arlene Klasky）、保罗·德迈尔（Paul De Meyer）、斯提姆和韦斯。节目配乐由马克·马瑟斯鲍夫（Mark Mothersbaugh）和鲁比·安德鲁斯（Ruby Andrews）作曲。据《淘气小兵兵》主创人保罗·杰曼（Paul Germain）2016年透露，他曾在多年以前向尼克儿童频道高管提出本集的初步构想，以及查基母亲的动向。她没有在《淘气小兵兵》第一季露面，这样剧组就无需制作全新的动画角色。第二和第三季制作期间，杰曼发现没有这个角色导致的问题渐显突出。同另一位主创人克拉斯基商议后，两人都认为要解决这个问题，要么是让她和查斯离婚，要么就是在电视剧面世前去世。
杰曼和克拉斯基起初的计划是让角色离婚，但尼克儿童频道高管拒绝接受，认为不应该让小观众看到这样的情节。角色死亡的路同样走不通，因为这样“太吓人”，“孩子们不想看到这样的内容”。这些顾虑导致节目组在前几季《淘气小兵兵》中极少提及查基的母亲，最多只是谈到这个人物，但决不会说明她情况如何。剧组甚至在其中一集对此开过玩笑，但自始至终都不能深入发掘。即便《母亲节》的剧情已经说明查基的母亲因绝症去世，但没有任何角色说过“死”字。《母亲节》播映前，只有三集《淘气小兵兵》曾短暂提及查基的母亲，其中第一季一集，第二季两集。
杰曼于1993年离开剧组，位置由许多新加入的编剧取代。尼克儿童频道此时已经允许编剧和动画师在节目中加入查基母亲去世的情节。1996年12月7日，《淘气小兵兵》确定制作母亲节特别节目。金·凱特羅为查基的妈妈梅琳达·芬斯特（Melinda Finster）配音。杰曼觉得这集内容“非常感伤”，对没能亲自参与制作颇感遗憾：“我想起以前，他们根本不允许我们这么干，可现在你们就能干了，对此我很遗憾”。尼克儿童频道动画监视玛丽·哈灵顿（Mary Harrington）非常喜欢《母亲节》，并称赞众编剧和制作人在处理人物死亡情节上的出色表现。

## 播映及家用媒体发行
《母亲节》曾以《淘气小兵兵母亲节特别节目》之名宣传，于北美东部时区1997年5月6日晚20点通过尼克儿童频道在美国首播。《洛杉矶时报》的李·马古利斯（Lee Margulies）认为本集适合四到八岁的儿童观看。尼克儿童频道为《淘气小兵兵》拍过多部半小时长的特别节目，除《母亲节》外，另外几集分别是《体验圣诞老人》（The Santa Experience，1992年）、《淘气小兵兵的逾越节》（A Rugrats Passover，1993和1995年）和《淘气小兵兵的光明节》（1996年）。据作家杰夫·伦伯格（Jeff Lenburg）记载，四集特别节目的收视率都很高。
1998年1月4日，《母亲节》通过《淘气小兵兵：疯狂妈妈》（Rugrats: Mommy Mania）录像带发布，之后又在2011年与第四季其他分集一起发行套装，新闻稿中称《母亲节》是“特别分集”。DVD谈论（DVD Talk）网站评论员弗朗西斯·里佐三世（Francis Rizzo III）批评2004年维亚康姆发行的合集《淘气小兵兵节日庆典》（Rugrats Holiday Celebration）第二张光盘内容不足，应该加入《母亲节》。2018年2月6日，派拉蒙家用媒体发行公司（Paramount Home Media Distribution）也推出《淘气小兵兵：第四季》，《母亲节》同样收录其中。此外，和亚马逊影片均提供包括本集在内整个第四季的付费数字下载，还能通过流媒体随选视讯网站观看。

## 评价
1998年，《纽约时报》刊登埃里克·施马克（Eric Schmuckler）的评论文章，称《母亲节》是《淘气小兵兵》在“保持阳光明媚，通常还有点冒傻气”的基调同时，又能体现出“凄美”一面的典范之作。在他看来，在处理孩子失去母亲的问题上，查斯与查基的互动对于这个年龄的孩子来说恰到好处。尼克儿童频道递交《母亲节》参与第49届黄金时段艾美奖角逐后，《淘气小兵兵》获黄金时段艾美奖最佳动画节目奖提名，但最终获奖的是《辛普森一家》。《母亲节》还获得1998年人道奖（Humanitas Prize）儿童动画奖提名，最终不敌《与路易生活》（Life with Louie）分集《盲目的爱》（Blinded by Love）。此外，乔恩·库克西、阿里·玛丽·马西森、·大卫·斯提姆和戴维··韦斯因本集获有线电视卓越奖（CableACE Award）儿童电视剧或特别节目编剧奖。
《淘气小兵兵》的多篇回顾评述特别关注《母亲节》。（字面意“艺术.话筒”）的菲利普·刘易斯（Philip Lewis）称本集堪称尼克儿童频道涉足严肃主题的典范，剧中对失去至亲情节的处理也是整部动画片中非常令人难忘的瞬间。克里斯蒂·安德森（Kristy Anderson）在网上杂志《电影剧情》（Moviepilot）发文，称查基的背景故事堪称惊喜，因为大多数观众都想不到会在婴儿题材动画片中看到死亡主题内容。迈克尔·阿特金森（Michael Atkinson）和劳雷尔·希夫林（Laurel Shifrin）的著作《：适合在任何场合、假日、心情、苦难和起意之时观看的完美电影》（Flickipedia: Perfect Films for Every Occasion, Holiday, Mood, Ordeal, and Whim）与安德森看法接近，称《母亲节》的情节震撼程度“仿佛卡车撞人”。
《母亲节》在许多评论员评选的《淘气小兵兵》最佳分集或情节榜上有名。安德森将本集列入电视剧第三到五季必看分集，还建议观众“准备纸巾”。《电影剧情》的丹尼尔·皮尔森（Daniel Pearson）对查基母亲创作并念诵的诗作称颂有加，该杂志的玛拉·穆利金（Mara Mullikin）也将这首诗列入《淘气小兵兵》最感人的八大瞬间。网站刊登维克多·贝格曼（Victor Beigelman）的文章，将《母亲节》选入七大母亲节主题电视剧分集，称赞剧中的“浓重乡思”。
部分文章从其他角度评述《母亲节》。2016年，《赫芬顿邮报》的卡罗琳·博洛尼亚（Caroline Bologna）赞扬剧中正面描绘母乳哺育并向所有年龄段的观众正名。博洛尼亚指出，当代儿童电视节目大多不会出现母乳哺育的画面，但《母亲节》打破常规、影响积极，用事实证明“该主题非常适合20年前的儿童节目”。普里西拉·布洛森（Priscilla Blossom）在母爱网站发文，称赞剧中涉及生殖健康议题的内容，以及汤米早产后呆在新生儿重症监护室的情节。2013年，学者杰克·德雷舍（Jack Drescher）、黛博拉·格雷泽（Deborah F. Glazer）、李·克里斯皮（Lee Crespi）和大卫·施瓦兹（David Schwartz）刊发论文《什么叫母亲？同性恋的育儿观》（{{lang|en|What Is a Mother? Gay and Lesbian Perspectives on Parenting），利用精神分析学家唐纳德·威尼科特的幼儿理论全面分析《母亲节》。文中指出，查基理解父亲已经尽到母亲职责的一刻体现出“后现代主义洞察力”，将母爱范围提升到新的高度。